# オランダの首相
オランダの首相（オランダ語: Minister-president van Nederland）は、オランダにおける政府の長たる首相である。

## 一覧

### Voorzitters van de ministerraad（大臣会議議長 1815年から1945年まで）
|  | 名前                                                 | 在任期間                       | 派閥・政党               |
|  | ---------------------------------------------------- | ------------------------------ | ------------------------ |
|  | ゲリット・スヒンメルペニンク                         | 1848年3月25日 - 5月17日        | リベラル派               |
|  | ジェイコブ・デ・ケンペナール                         | 1848年11月21日 - 1849年11月1日 | リベラル派               |
|  | ヨハン・ルドルフ・トルベッケ                         | 1849年11月1日 - 1853年4月19日  | リベラル派               |
|  | フロリス・アドリアン・ファン・ハル                   | 1853年4月19日 - 1856年7月1日   | リベラル派               |
|  | ユスティヌス・ファン・デル・ブルッヘン               | 1856年7月1日 - 1858年3月18日   | 反革命党                 |
|  | ヤン・ジェイコブ・ロシュセン                         | 1858年3月18日 - 1860年2月23日  | 保守派                   |
|  | フロリス・アドリアン・ファン・ハル                   | 1860年2月23日 - 1861年3月14日  | リベラル派               |
|  | ヤコブ・ファン・ザイレン・ファン・ナイフェルト       | 1861年3月14日 - 11月10日       | リベラル派               |
|  | シェルト・ファン・ヘームストラ                       | 1861年11月10日 - 1862年2月1日  | リベラル派               |
|  | ヨハン・ルドルフ・トルベッケ                         | 1862年2月1日 - 1866年2月10日   | リベラル派               |
|  | イサーク・ディグナス・フランセン・ファン・デ・プッテ | 1866年2月10日 - 6月1日         | リベラル派               |
|  | ユリウス・ファン・ザイレン・ファン・ナイフェルト     | 1866年6月1日 - 1868年6月4日    | 保守派                   |
|  | ペーター・フィリップ・ファン・ボッセ                 | 1868年6月4日 - 1871年1月4日    | リベラル派               |
|  | ヨハン・ルドルフ・トルベッケ                         | 1871年1月4日 - 1872年6月4日    | リベラル派               |
|  | ゲリット・デ・フルース                               | 1872年6月4日 - 1874年8月27日   | リベラル派               |
|  | ヤン・ヘームスケルク                                 | 1874年8月27日 - 1877年11月3日  | 保守派                   |
|  | ヤン・カッペイネ・ファン・デ・コッペロ               | 1877年11月3日 - 1879年8月20日  | リベラル派               |
|  | テオ・ファン・リンデン・ファン・サンデンブルク       | 1879年8月20日 - 1883年4月23日  | 反革命党                 |
|  | ヤン・ヘームスケルク                                 | 1883年4月23日 - 1888年4月20日  | 保守派                   |
|  | アイネイアス・マッカイ                               | 1888年4月20日 - 1891年8月21日  | 反革命党                 |
|  | ハイスベルト・ティーンホーフェン                     | 1891年8月21日 - 1894年5月9日   | リベラル派               |
|  | ジョアン・ロエル                                     | 1894年5月9日 - 1897年7月27日   | リベラル派               |
|  | ニコラス・ピールソン                                 | 1897年7月27日 - 1901年8月1日   | 自由連合                 |
|  | アブラハム・カイパー                                 | 1901年8月1日 - 1905年8月17日   | 反革命党                 |
|  | テオ・デ・メーステル                                 | 1905年8月17日 - 1908年2月12日  | 自由連合                 |
|  | テオ・ヘームスケルク                                 | 1908年2月12日 - 1913年8月29日  | 反革命党                 |
|  | ピーター・コルト・ファン・デル・リンデン             | 1913年8月29日 - 1918年9月9日   | リベラル派               |
|  | チャールズ・ルイス・デ・ベーレンブルック             | 1918年9月9日 - 1925年8月4日    | ローマ＝カトリック国民党 |
|  | ヘンドリクス・コレイン                               | 1925年8月4日 - 1926年3月8日    | 反革命党                 |
|  | ディルク・ヤン・デ・ヘール                           | 1926年3月8日 - 1929年8月10日   | キリスト教歴史連合       |
|  | チャールズ・ルイス・デ・ベーレンブルック             | 1929年8月10日 - 1933年5月26日  | ローマ＝カトリック国民党 |
|  | ヘンドリクス・コレイン                               | 1933年5月26日 - 1939年8月10日  | 反革命党                 |
|  | ディルク・ヤン・デ・ヘール                           | 1939年8月10日 - 1940年9月3日   | キリスト教歴史連合       |
|  | ペーター・シュールド・ヘルブランディー               | 1940年9月3日 - 1945年6月24日   | 反革命党                 |

### Minister-president van Nederland（首相 1945年以降）
|  | 名前                         | 在任期間                       | 派閥・政党             |
|  | ---------------------------- | ------------------------------ | ---------------------- |
|  | ウィム・スヘルメルホルン     | 1945年6月24日 - 1946年7月3日   | 自由民主連合 労働党    |
|  | ルイス・ベール               | 1946年7月3日 - 1948年8月7日    | カトリック国民党       |
|  | ウィレム・ドレース           | 1948年8月7日 - 1958年12月22日  | 労働党                 |
|  | ルイス・ベール               | 1958年12月22日 - 1959年5月19日 | カトリック国民党       |
|  | ヤン・デ・クヴァイ           | 1959年5月19日 - 1963年7月24日  | カトリック国民党       |
|  | ヴィクトル・マリネン         | 1963年7月24日 - 1965年4月14日  | カトリック国民党       |
|  | ヨー・カルス                 | 1965年4月14日 - 1966年11月22日 | カトリック国民党       |
|  | イェレ・ゼイルストラ         | 1966年11月22日 - 1967年4月5日  | 反革命党               |
|  | ピート・デ・ヨング           | 1967年4月5日 - 1971年7月6日    | カトリック国民党       |
|  | バレント・ビースフーヴェル   | 1971年7月6日 - 1973年5月11日   | 反革命党               |
|  | ヨープ・デン・アイル         | 1973年5月11日 - 1977年12月19日 | 労働党                 |
|  | ドリース・ファン・アフト     | 1977年12月19日 - 1982年11月4日 | キリスト教民主アピール |
|  | ルード・ルベルス             | 1982年11月4日 - 1994年8月22日  | キリスト教民主アピール |
|  | ウィム・コック               | 1994年8月22日 - 2002年7月22日  | 労働党                 |
|  | ヤン・ペーター・バルケネンデ | 2002年7月22日 - 2010年10月14日 | キリスト教民主アピール |
|  | マルク・ルッテ               | 2010年10月14日 - 2024年7月2日  | 自由民主国民党         |
|  | ディック・スホーフ           | 2024年7月2日 -                 | 無所属                 |